# Gulden Adelaar

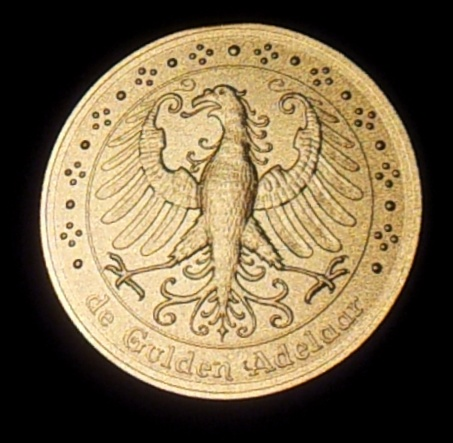
Penning Gulden Adelaar

De Gulden Adelaar is de culturele prijs van de Nederlandse gemeente Deventer, ingesteld bij besluit van de gemeenteraad op 23 september 1957.
De prijs is bedoeld voor de meest uitblinkende prestatie op het gebied van beeldende kunsten, literatuur, muziek, toneel of wetenschap, geleverd door iemand die in de gemeente Deventer woont, daarmee gelijk te stellen is of waarvan de prestatie betrekking heeft op Deventer of daarmee heel nauw is verbonden.

## Toekenning
De prijs wordt toegekend bij besluit van burgemeester en wethouders op advies van een commissie waarin deskundigen op de verschillende terreinen zijn vertegenwoordigd. Het is gebruikelijk ook experts van buiten Deventer te raadplegen. De prijs bestaat uit een vergulde penning, een oorkonde en een geldbedrag, dat in 1957 duizend gulden bedroeg en in 2010 vijfduizend euro.

## Moment van uitreiking
De Gulden Adelaar werd eerst in beginsel jaarlijks toegekend, waarbij werd gekeken naar de prestaties in de twee voorafgaande jaren. Vanaf 1959 werden de vijf voorafgaande jaren in ogenschouw genomen. De prijs wordt niet toegekend als er onvoldoende aansprekende prestaties zijn. Sinds 2004 wordt de prijs om de twee jaar uitgereikt.
De prijs wordt uitgereikt op of nabij 10 april, de dag waarop Deventer in 1945 werd bevrijd. Al vanaf de eerste burgemeester die de prijzen uitreikte, Nicolaas Bolkestein, is het gebruik erop te wijzen dat juist de vrijheid uitingen van cultuur, kunst en wetenschap mogelijk maakt. De prijsuitreiking biedt zo ruimte de bevrijding van de stad te gedenken zonder in het gedrang te komen met Koninginne- of Koningsdag, Dodenherdenking en Bevrijdingsdag.

## Naam
Aanvankelijk lagen er voorstellen om de prijs te vernoemen naar Geert Grote of Alexander Hegius. Toen geen van deze namen brede instemming kreeg, is nog overwogen de prijs naar het Athenaeum Illustre te noemen, maar viel de keus ten slotte op "Gulden Adelaer". Dit verwijst naar het tot 1795 bestaande gebruik om jaarlijks voorafgaand aan de benoeming van het stadsbestuur de voornaamste bepalingen van het stadsrecht voor te lezen, de "Uittreksels uit den Gulden Adelaer". De adelaar staat in het wapenschild van Deventer. Vanaf 1963 is de schrijfwijze met "ae" verlaten.

## Winnaars
In de hieronder niet vermelde jaren is de prijs niet toegekend.
| Jaar | Naam winnaar                                                     | Prestatieveld                        |
| ---- | ---------------------------------------------------------------- | ------------------------------------ |
| 1959 | R.J. (Jo) Pessink                                                | beeldend kunstenaar                  |
| 1960 | J.A. (Jan) Rispens                                               | dichter, literatuurhistoricus        |
| 1962 | M.E. (Maria Elisabeth) Kronenberg                                | bibliografe van oude drukken         |
| 1963 | C. (Cees) Wilkeshuis                                             | dichter, schrijver                   |
| 1965 | L. (Ludwig) Otten                                                | muziekpedagoog, componist            |
| 1966 | B. (Berend) Dubbe                                                | kunsthistorisch publicist            |
| 1968 | J. (Jan) Kamerbeek jr.                                           | neerlandicus                         |
| 1971 | A.P. (Anton) de Bont                                             | publicist over dialect               |
| 1974 | G.M. (Godelieve Maria; Lieve) de Meyer                           | historica                            |
| 1975 | M. (Mimi) Peters                                                 | beeldend kunstenares                 |
| 1978 | H.F.A. (Harry) Rademaker                                         | architect                            |
| 1983 | H.D. (Herman) Korteling                                          | literator                            |
| 1984 | J. (Jón) Kristinsson                                             | architect                            |
| 1985 | J.W. (Jan) Kleinbussink                                          | musicus                              |
| 1986 | C. (Klaus) Versteegen                                            | beeldend kunstenaar                  |
| 1988 | H.C. de Bruijn                                                   | kunsthistorisch publicist            |
| 1989 | H. (Henk) Luymes                                                 | musicus                              |
| 1991 | A.C.F. (Anton) Koch (postuum)                                    | historicus                           |
| 1992 | Deventer Ziekenhuis                                              | opleiding medisch specialisten       |
| 1993 | A.R. (Roel) Smit                                                 | musicus, beiaardier                  |
| 1994 | NV Bergkwartier                                                  | stadsherstel                         |
| 1995 | J. (Jan) Slijkhuis                                               | beeldend kunstenaar                  |
| 1996 | F. (Frits) Grimmelikhuizen                                       | papieren theater, componist          |
| 1998 | Cords                                                            | musici                               |
| 1999 | Loes & Reinier International Ceramics                            | keramisten                           |
| 2000 | H.J. (Henk) Nalis                                                | historisch publicist                 |
| 2001 | M.H. (Michiel) Bartels                                           | archeoloog                           |
| 2004 | K. (Klaas) Stok                                                  | musicus                              |
| 2006 | Nefit BV                                                         | ontwikkeling hoogrendementsketel     |
| 2008 | D.T. (Daan) Josee                                                | architect                            |
| 2010 | A. (Arno) Kramer                                                 | tekenaar                             |
| 2012 | TAMTAM objektentheater                                           | objectentheatergezelschap            |
| 2014 | C.M. (Clemens) Hogenstijn                                        | historicus                           |
| 2016 | Specialistisch Centrum voor Ontwikkelingsstoornissen van Dimence | autisme en ADHD                      |
| 2018 | Özcan Akyol                                                      | schrijver, televisiemaker, columnist |
| 2020 | Loes ten Anscher                                                 | beeldend kunstenaar                  |
| 2022 | Koninklijke Auping                                               | onderneming                          |